# Фултон (Меріленд)
Фултон (англ. Fulton) — переписна місцевість (CDP) в США, в окрузі Говард штату Меріленд. Населення — 5916 осіб (2020).

## Географія
Фултон розташований за координатами 39°9′10″ пн. ш. 76°54′39″ зх. д. / 39.15278° пн. ш. 76.91083° зх. д. (39.152671, -76.910964).  За даними Бюро перепису населення США в 2010 році переписна місцевість мала площу 9,83 км², з яких 9,81 км² — суходіл та 0,02 км² — водойми.

## Демографія
Згідно з переписом 2010 року, у переписній місцевості мешкало 2049 осіб у 682 домогосподарствах у складі 557 родин. Густота населення становила 209 осіб/км².  Було 751 помешкання (76/км²).
Расовий склад населення:
| - 71,0 % — білих - 14,8 % — азіатів - 9,0 % — чорних або афроамериканців - 0,3 % — корінних американців |

До двох чи більше рас належало 4,3 %. Частка іспаномовних становила 2,5 % від усіх жителів.
За віковим діапазоном населення розподілялося таким чином: 27,5 % — особи молодші 18 років, 61,4 % — особи у віці 18—64 років, 11,1 % — особи у віці 65 років та старші. Медіана віку мешканця становила 39,3 року. На 100 осіб жіночої статі у переписній місцевості припадало 94,6 чоловіків;  на 100 жінок у віці від 18 років та старших — 92,2 чоловіків також старших 18 років.
Середній дохід на одне домашнє господарство  становив 181 621 долар США (медіана — 130 766), а середній дохід на одну сім'ю — 198 142 долари (медіана — 142 303). За межею бідності перебувало 10,2 % осіб, у тому числі 7,5 % дітей у віці до 18 років та 27,0 % осіб у віці 65 років та старших.
Цивільне працевлаштоване населення становило 1279 осіб. Основні галузі зайнятості: освіта, охорона здоров'я та соціальна допомога — 35,6 %, науковці, спеціалісти, менеджери — 11,7 %, публічна адміністрація — 11,2 %.